# Луцій Септимій Север (дуумвір)
Луцій Септимій Север (лат. Lucius Septimius Severus; близько 70 — після 110) — державний діяч часів Римської імперії, дуумвір колонії Лептіс-Магна Цівітас.

## Життєпис
Походив з заможного роду вершників Септиміїв з Великого Лептісу. Належав до нащадків місцевої пунійської родини. Син Марка Септимія Севера і Октавії. Першим в роду отримав статус римського громадянина. Спочатку служив у римській кінноті. Потім повернувся до Великого Лептісу, де обіймав посади префекта і суфета (судді — вищої посади міста). Разом з іншими впливовими містянами домігся в імператора Траяна надання Великому Лептісу статусу римської колонії (з додавання назви Цивітас), завдяки чому усі жителі міста набули статус римських громадян.
Став першим дуумвіром нової колонії (його колега невідомий). На цій посаді перебував тривалий час. Остання згадка відноситься до 110 року. Відомий своєю дружбою з поетом Публія Папінія Стація.

## Родина
Дружина — Віторія, донька Марка Віторія Марцелла, консула-суффекта 105 року, та Гозідії Гети
Діти:
- Публій Септимій Гета
- Септимія Полла